# Gemeindeamt Damüls

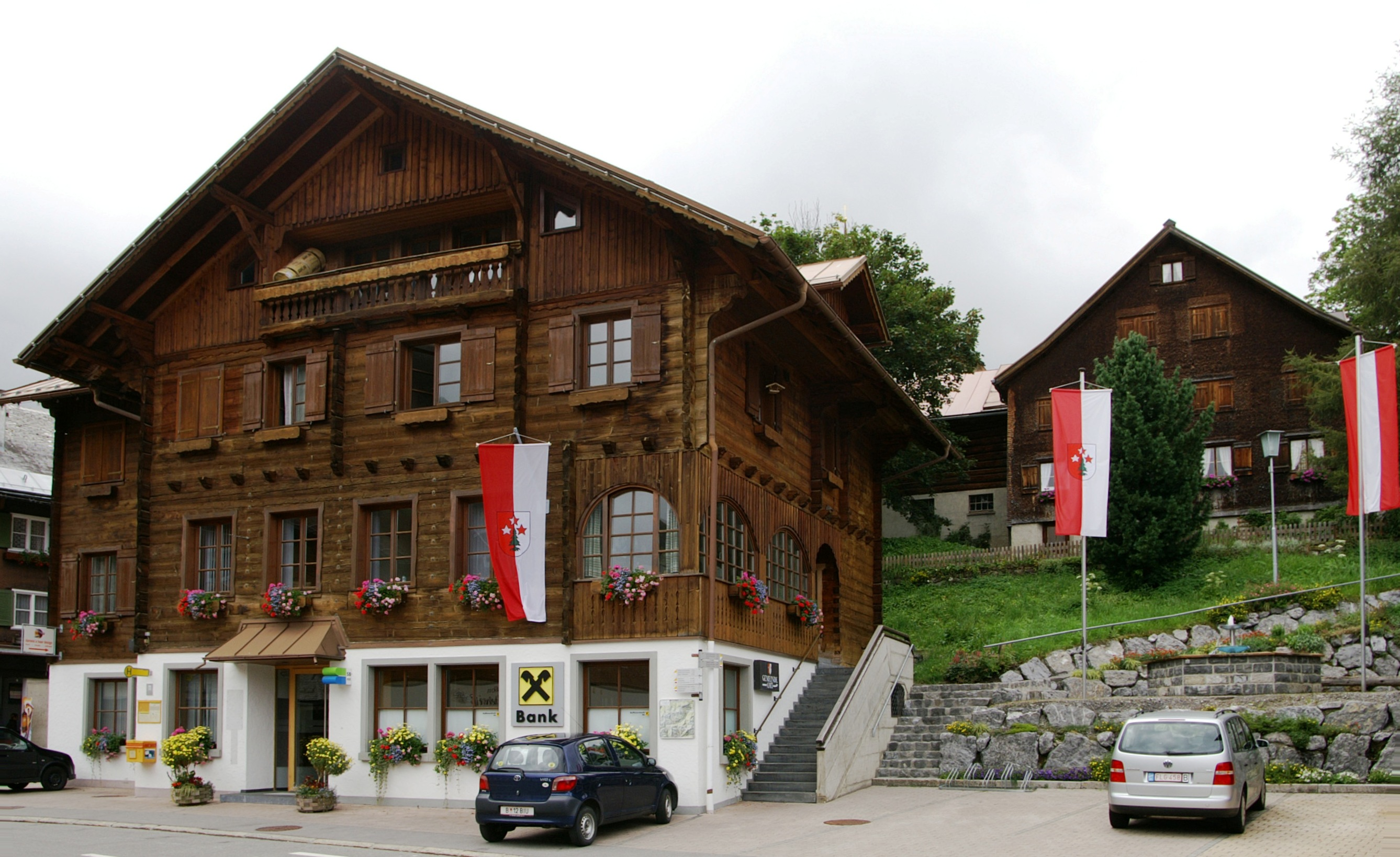
Gemeindeamt Damüls

Das Gemeindeamt Damüls ist in der ehemaligen Schule in Damüls 136 im Bregenzerwald in Vorarlberg untergebracht. Das Gebäude liegt unterhalb der Kirche. Es steht unter Denkmalschutz.
Die Schule wurde von dem Bregenzer Architekten Wilhelm Braun geplant und am 24. Oktober 1921 ihrer Bestimmung übergeben. Das im Walserstil ausgeführte Haus ist ein zweigeschoßiger „Kopfstrickbau“ aus Holz auf einem hohen Mauersockel. Es ist an der Traufseite über einen Laubengang und eine Freitreppe erschlossen, hat ein Pfettendach und ausgesägte Stirnbretter.
Bis in die 1960er Jahre wurde das Haus als Schule genutzt, später fand es als Gemeindeamt Verwendung.